# 少女政府 ベルガモット・ドミニオンズ
『少女政府 ベルガモット・ドミニオンズ』（しょうじょせいふ ベルガモット・ドミニオンズ）は、高田慎一郎による日本の漫画。無料ウェブコミック誌『COMIC メテオ』（アプリックス）にて2012年11月28日から2014年8月6日まで連載。単行本は全4巻。
2015年5月23日からは、作者のブログにて小説として続きが掲載されている（出版社が関わっていない個人的活動）。

## あらすじ
日本に住む女子中学生・島津ななこは、ある日突然妖精たちによってカリブ海にある島・ベルガモットに拉致され、独裁者への就任を要請される。ななこはそこで、妖精たちがかつて住んでいた妖精の島・アヴァロンのカビ臭い生活やしきたりに我慢できなくなって島を飛び出しベルガモットに移り住んだこと、見よう見まねで人間の暮らしを始めたはいいがうまくいかず直接人間に統治してもらおうとしていることを聞かされる。当初は帰りたがっていたななこだったが、ベルガモットに侵攻してきたアヴァロンの軍隊を撃退したことで、妖精たちから喝采を浴び、支持を得る。この出来事をきっかけとしてベルガモットを発展させるべく統治することを決意したななこは、やがて独裁者（プレジデンテ）に就任し、10人の閣僚と共にアヴァロン軍侵攻の撃退とベルガモットの発展に尽力していく。

## 登場人物

### 首脳部
島津 ななこ（しまづ ななこ）
大統領。15歳。日本出身。女子中学生。自然を愛する心と責任感・敬老精神を持ち合わせていると妖精たちにみなされたため、ベルガモットに拉致され、ベルガモットを発展させるべく独裁者（プレジデンテ）への就任を要請された。活発な性格で、時に悩みながらも少女政府をまとめ上げていく。
変身後はティアラと蝶の羽根とピンクの衣装、大きな缶切り（コロネット・グレイブ）を所持する。巨像の弱点箇所である魔法陣を見つける能力を持つ。
ソフィア・ウォレス
官房長官。15歳。スコットランド出身。青や緑の目にふわふわの髪、大きな胸が特徴。姉のウィルマには「髪はモジャモジャ、体はデブデブ」と評されている。ベルガモットに拉致されたななこが、初めて出会った人物。出会って以来、ななこや他の少女たちに対してエルフであることを隠していた。姉から髪と胸のことに負い目を感じてエルフの里を飛び出したと指摘されるが、本人は否定する。スペルは「Sophia Wallace」。
変身前は白いスカートのセーラー服のような服装にニーソックスを履いている。変身後は胸に大きなリボンのある衣装で、大きなハサミを所持する。初期設定での名前は「ソフィア・ベットマン」だった。
メルセデス・ウェーゲナー
法務大臣・国家公安委員長。19歳。ドイツ出身。女子大生。ショートヘアにツリ目が特徴。年長でしっかりしているという理由で選ばれた。ドイツ人らしく規律に厳格で、プレジデンテななこの決定を絶対とし、反対意見を許さない。アレットから「メル」の愛称で呼ばれる。スペルは「Mercedes.Wegener」。
変身後は戦車風で露出度が高い。ツインテール（巨大な耳）が拳のようになり、攻撃を行う。初期設定での名前は「メルセデス・ミュンヒ」で役職は「警察庁長官」だった。
ターニャ・ヤナーチェク
財務大臣・経済産業大臣。16歳。チェコ出身。眼鏡にブロンドの巻き髪ツインテールが特徴。チェコ人が経済が強そうという理由で選ばれた。全閣僚の中で一番忙しく、ベルガモットの財政を管理するべく深夜まで職務を遂行している。元貴族。圭夏を特別視している。スペルは（チェコ語で）「Táňa.Janáček」。
変身後は西洋的な法衣風の衣装になる。笛のような武器で音を発生させる。
プリシラ・マッカーシー
外務大臣・宣伝大臣・大統領報道官。17歳。アメリカ出身。ロングのブロンドが特徴。胸が大きい。アメリカが建国以来のごり押し外交をしているため選ばれた。職務に対してやる気はあるが、肝心の仕事がサトウキビ収穫の手伝い以外になく、やや物足りなさを感じている。落ち込んでからの立ち直りが早い。スペルは「Priscilla.McCarthy」。
変身後はヒーロー風で露出度が高い。速度はナンバー1。初期設定での名前は「リンダ・ビューエル」だった。
郭 台鈴（かく たいりん）
農林水産大臣。12歳。台湾出身。おさげのツインテールが特徴。台湾料理がおいしいため選ばれた。閣僚中最年少で、お菓子が大好き。温泉で足をばたつかせるなど活発な性格の一方で、早期の帰国を願っており、寂しさを紛らわすためサトウキビをかじったり家族を思い出して涙ぐんだりするなど、言動に幼さが残る。スペルは「Kuo Tailing」。作者曰く「台鈴の実家は、九份（にんべんに分・きゅうふん）でお土産屋さんをやっています。」。
変身前はホットパンツにニーソックスを履いている。変身後はフードを被った衣装で胸には大きな宝石のようなものがあり、縦縞のニーソックスに花弁の羽根を持つ。
目黒 圭夏（めぐろ けいか）
防衛大臣。20歳。日本出身。女子大生。ロングの黒髪が特徴。実は拉致されてきたわけではなく、すすんでベルガモットにやってきた。
変身前は道着を身に着けており、変身後はサムライ風の陣羽織。戦闘力に長けている。
アレット・デュマ
文部科学大臣。18歳。フランス出身。ツインテールが特徴。フランスが教育先進国のため選ばれた。時折偉人の名言をそらんじる。教師になる目標を持つ。スペルは「Alette.Dumas」。
変身後は露出度が高く、三角定規風の武器から放電を行う。
クリスティナ・フサベル
厚生労働大臣。15歳。スウェーデン出身。ロングのアッシュで前髪に髪飾りを3つ付けているのが特徴。北欧が福祉がしっかりしてそうという理由で選ばれた。語尾がカタカナになることがある。ソフィアの隠しごとにいち早く気づき、ななこに告白するよう叱咤する。マリアとは仲が良い。スペルは「Christina.Husaberg」。
変身後は鳥の羽根と回復能力を持つ。作者曰く「ナースと北欧的な絵本の王子様を混ぜたという、よく分からないコンセプト」。
マリア・ユーリエヴナ・セミョーノヴァ
国土交通大臣。14歳。ロシア出身。ロングの編み込みが特徴。ロシアの国土が広いという理由で選ばれた。閣僚たちの中では大人し目の性格だが、メインストリートの形状に関して閣僚たちがもめていた際に1人で深夜に黙々と設計図を描き、結果環状線になった。クリスティナから「マーシャ」と愛称で呼ばれ、彼女とは仲が良い。アヴァロンの軍勢との戦いで大怪我を負い、ウィルマに回復魔法で治癒してもらう。スペルは「Marija.Jurjevna.Semyonova」。
変身後は竜のような羽根と尻尾を持ち、銃風の武器で遠距離攻撃を行う。ななこと同じく巨像の魔法陣を見つける能力を持つ。
ジーナ・ガリバルディ
警察庁長官。16歳。イタリア出身。メルセデス1人では治安に不安があるため選ばれた。悪人を捕まえるも、警察署が無く逮捕できなかったため、ターニャに予算を要請した。スペルは「Gina.Garibaldi」。
変身後は魔女の帽子にコウモリのような羽根があり、ランタンを持っている。炎使い。メルセデスに戦いのセンスがあると言われる。初期設定での名前は「ジル・バイエリッシュ」だった。

### ベルガモット住人
テルキネス
オリンポスの神々に使えていた鍛冶屋。ベルガモットのインフラ整備の要で、様々な施設を建設する。ななこたちにクルーラーホーンを紹介し、彼にななこたちを手伝うように勧める。
ノーム
農作業や畜産を担当する。
ノッカー
地の精霊。モグラの外見をしている。採掘屋で鉱山開発の長だが、偽金を作るなど悪事も多い。
クロック・トルテ
技術者。造幣局成立では貨幣を鋳造した。発展が蒸気機関あたりで止まっており、蒸気式大砲も開発する。
ピクシー
個人ではなく種族名。ななこ達を最初にベルガモットに拉致した小人達。
爺（じい）
ピクシー達の長老。ななこが最初に出会ったベルガモットの住人。
戦いの度にななこたちにプリズムガンの弾・プリクリスタルを支給する。
婆（ばぁ）
ピクシーの老女。ななこに呪いのお茶を飲ませ、帰還不能にした人物。
ポリナマテクスゴン病の症状の説明をする。
リュタンリッター
ビクシーの弓兵五人組。後に防衛省所属の軍人となる。怪力の持ち主。
黄金の林檎団リーダー
過激団体を率いる片眼のピクシー。愛国主義者であり人質を取ってサトウキビ畑を占拠したことがあったが、アヴァロンが攻めて来た時にはプレジデンテ不在時の防衛を担当した。

猫
ケットシーのような剣士風の姿をした直立猫。ななこを拉致した3人組の1人（ふたりと1匹のうちの1匹）。
アンナの飛行機でベルガモットを目指す少女たちの元へプリズムガンの弾・プリクリスタルを携えやってくる。
クルーラーホーン
ウイスキー造りを司る妖精。酒造りに拘りを持ち、当初はラム酒造りを拒絶する。
パック
踊りが得意な妖精。
レプラホーン
楽器が得意な妖精。
ウィルマ・ウォレス
ソフィアの姉でエルフ族。サラサラの髪に鋭い目、胸がなくソフィアとは似ていない。少しくらいなら回復魔法が使え、人間の医学を学んでいる。ダヌ山にあるエルフの里に住んでいたが、妹が家に帰るまではここにいるとし居座る。連続変身をしようとするクリスティナを止め、週に一度の変身すら勧められないと発言する。
エルフの回復魔法は自分の生命力を相手に分け与えるもので、ななこたちの不在時に怪我をしたソフィアの治療が祟って倒れる。
ラヴェリン
暫定政府を立ち上げ、選挙の際に「新独立甘党」を立ち上げたリーダーで、財力を成したレプラホーン。選挙では賄賂のお菓子作戦で票を集める。
グウェン
同様に選挙で「なかよしプリン党」を率いる候補で、バリゼット末裔のセクシーな踊り子。選挙ではお色気作戦で群衆を魅了する。

### アヴァロン
オベロン
妖精王。名のみで具体的な姿には登場せず。
ティタニア
妖精王妃。ベルガモットにヴィヴィアンを派遣する。こちらも具体的な姿は描写されず。
ヴィヴィアン
ティタニアから高等弁務官として任命され、停戦の使者として親書を携えベルガモットに乗り込んできた王妃の側近。外見からエルフ女性と思われるが、種族は不明。

### 外界
アンナ
ヨットでベルガモットに漂着する。ジャマイカからカンクンを抜けてフロリダに戻る途中だった。ベルガモットの妖精たちが作ったラム酒・フェリーズラムをあるだけ買い取る。父親がアメリカ海運会社ポセイドン・オリエント・ラインズのCEO。
ベルガモットから強制送還された少女たちのために飛行機（プライベートジェット）を用意する。
宮田 栄歌（みやた えいか）
ななこから「歌ちゃん」と呼ばれるクラスメイトの女子。彼女には訪ねてきた圭夏のことを従姉妹だと説明する。

## 用語
ベルガモット
アヴァロンを飛び出してきた妖精たちによって作られた島国。国名の由来は、アヴァロンにあてつけて黄金の林檎の名を冠しているため。国全体に見えない壁が張り巡らされており、ななこ達が出られないようになっている。拉致された時に食した物によって呪いがかけられているためで、国が発展すれば呪いが解けて、ななこ達はそれぞれの国に帰れるという。ちなみにドミニオンズは「天使たち」や「自治領」の意。
アヴァロン
妖精王オベロンが統治する、妖精の島。アヴァロンを飛び出した妖精によって建国されたベルガモットの発展を妨害するべく、巨像を中心とした様々な軍勢をベルガモットに送り込んでくる。
少女政府
大統領と10人の官僚によって構成されている。当初は大統領ななこと官房長官ソフィアだけだったが、ななこが仕事を分けるために公民の教科書を参考に省庁とそれらを統括する大臣の話を妖精にしたため、妖精によって新たに9人の少女が世界各国から拉致され、各大臣ポストに充てられることになった。ちなみに少女ばかりだったのは、爺を集めるよりも華やかだったためである。
プリズムガン
妖精が発明した、魔力のこもった「妖精の粉」を結晶にした弾丸を発射する拳銃のこと。これを人間に打ち込むと妖精の力を手に入れられ超人的な力を発揮するが、実験段階のため副作用の危険も大きい。だが、拉致されてから初めてのアヴァロンとの戦いで、ななことウォレスが使用し軍勢を撃退したことから、以後アヴァロンの侵攻のたびに大統領含め閣僚たちは、プリズムガンを使用し戦いを挑むことになる。
巨像
アヴァロンの巨大魔法兵器。有人型で複数の兵が搭乗して操作する。形態は様々だが、機体の中心部にある魔法陣が弱点で、これを破壊されると崩壊する。
ヘンリー
アヴァロンの突撃兵器。巨像と同じ人型の巨大機動兵器だが、こちらは自律の無人型。広範囲を薙ぎ払うビーム兵器を持ち、1体で滅ぼした妖精の国も多いらしいと言われる。本体に魔法陣が存在せず、ななこ達は苦戦を強いられる。
ベルガモットポンド
ベルガモット政府が発行した貨幣。硬貨と紙幣が存在するが、貨幣経済が浸透していないベルガモットでは住人が偽金を鋳造したり、アヴァロンがインフレを起こすべく、巨像から偽札をバラ撒いたりした。
520円がだいたい303ベルガモットポンドなので、1ポンドは日本円換算で、約1.7161716円。

## アヴァロンの襲撃
1. タイプの言及は無し。畑を破壊する。
ななこ、ソフィアが戦う（この戦闘の際はまだ2人しかいない）。
2. 土偶タイプ、西北西から現れる。舗装路を破壊する。
ななこ、ソフィア、メルセデスが戦う。
3. 「カニ的なヤツ」、東南東から現れる。ニセ札をばら撒く。
ななこ、ターニャ、ジーナが戦う。
4. 城タイプ、南東から現れる。塔をミサイルとして飛ばしてくる。
ななこ、ソフィア、圭夏、メルセデス、ジーナ、ターニャが戦う。
5. 「空飛ぶ巨像」、ベルガモット上空を時速300kmで旋回。病原菌（ポリナマテクスゴン病）を撒き散らす。
ななこ（粗い）、ソフィア、プリシラが戦う。
6. ミツバチタイプ、頭の部分がコックピットになっている。クルーラーホーンの蒸留所に向かう。
ななこ、台鈴、アレットが戦う（圭夏はラム酒の味見で悪酔いしたため参戦できず）。
7. ヘンリー4体。
11人全員で戦う。
8. 群体、細菌型、その数は約200。
ななこ、ソフィア、クリスティナが戦う。
9. ビニウタイプ。
ななこ、アレット、圭夏が戦う。
10. タイプの言及は無いが大きな車輪が付いている。
ななこ、プリシラ、圭夏が戦う。
11. 巨像の襲撃ではなくアヴァロンが近くに出現する。
ななこ、ソフィア、プリシラが変身する。ソフィアを除く10人の少女たちは故郷に強制送還される。
強制送還からななこたちがベルガモットに帰還するまでの間の1週間、妖精たちはソフィアと協力してヘンリー4体、その他巨像計11体を撃破する。
12. タイプの言及は無いが人型をしている。数は200から300で、再生も早く魔法陣も隠蔽されている。親機が飛行しており魔法陣を一括管理し巨像群（子機）を遠隔操作する。
11人全員で戦う。
13. 「なんか中古品みたいなヤツ」。100Mはあり最大最強とされるが、取るに足らない戦闘は小さく取り上げるに留められる。
メルセデス、圭夏、ターニャが戦う（大統領選挙当日のななこはメルセデスの進言により参戦せず）。
14. 侍タイプ、デッドマン装置を搭載し操縦する妖精がいなくなっても破壊行動を行う。さらに自爆装置も積んでいた。
ななこ、ソフィア、圭夏が戦う。

## 単行本
- 高田慎一郎 『少女政府 ベルガモット・ドミニオンズ』 発行：フレックスコミックス / 発売：ほるぷ出版 〈メテオCOMICS〉、全4巻
  1. 2013年4月20日初版第1刷発行（2013年4月12日発売）、ISBN 978-4-593-85727-2
    - 第1話 独裁政権を打ち立てよう！
    - 第2話 アヴァロンからの襲撃！
    - 第3話 インフラを整備しよう！
    - 第4話 お金の話をしよう！
    - 第5話 反乱を抑えよう！

初出：「COMIC メテオ」2012年11、12月、2013年1、2月掲載作品
  2. 2013年8月20日初版第1刷発行（2013年8月12日発売）、ISBN 978-4-593-85747-0
    - 第6話 災害に立ち向かおう！
    - 第7話 感染を食い止めよう！
    - 第8話 ラム酒工場を建てよう！
    - 第9話 エルフの一撃！
    - 第10話 ベルガモットの天使たち！

初出：「COMIC メテオ」2013年3、5～8月掲載作品
  3. 2014年2月20日初版第1刷発行（2014年2月12日発売）、ISBN 978-4-593-85768-5
    - 第11話 医療に目を向けよう！
    - 第12話 学校へ行こう！
    - 第13話 娯楽を増やそう！
    - 第14話 漂着者を救助しよう！
    - 第15話 里帰りをしよう！

初出：「COMIC メテオ」2013年9～12月、2014年1月掲載作品
  4. 2014年8月20日初版第1刷発行（2014年8月12日発売）、ISBN 978-4-593-85787-6
    - 第16話 カリブ海を目指そう！
    - 第17話 侵略者を追い出そう！
    - 第18話 選挙を実施しよう！
    - 第19話 防衛力を強化しよう！
    - 第20話 ベルガモット自治領！ 前編[注 6]
    - 第21話 ベルガモット自治領！ 後編[注 6]

初出：「COMIC メテオ」2014年2～6月、8月掲載作品